# Arbacia
Genre
Synonymes
- Tetrapygus L. Agassiz, 1841

Arbacia est un genre d’oursins réguliers de la famille des Arbaciidae.

## Caractéristiques

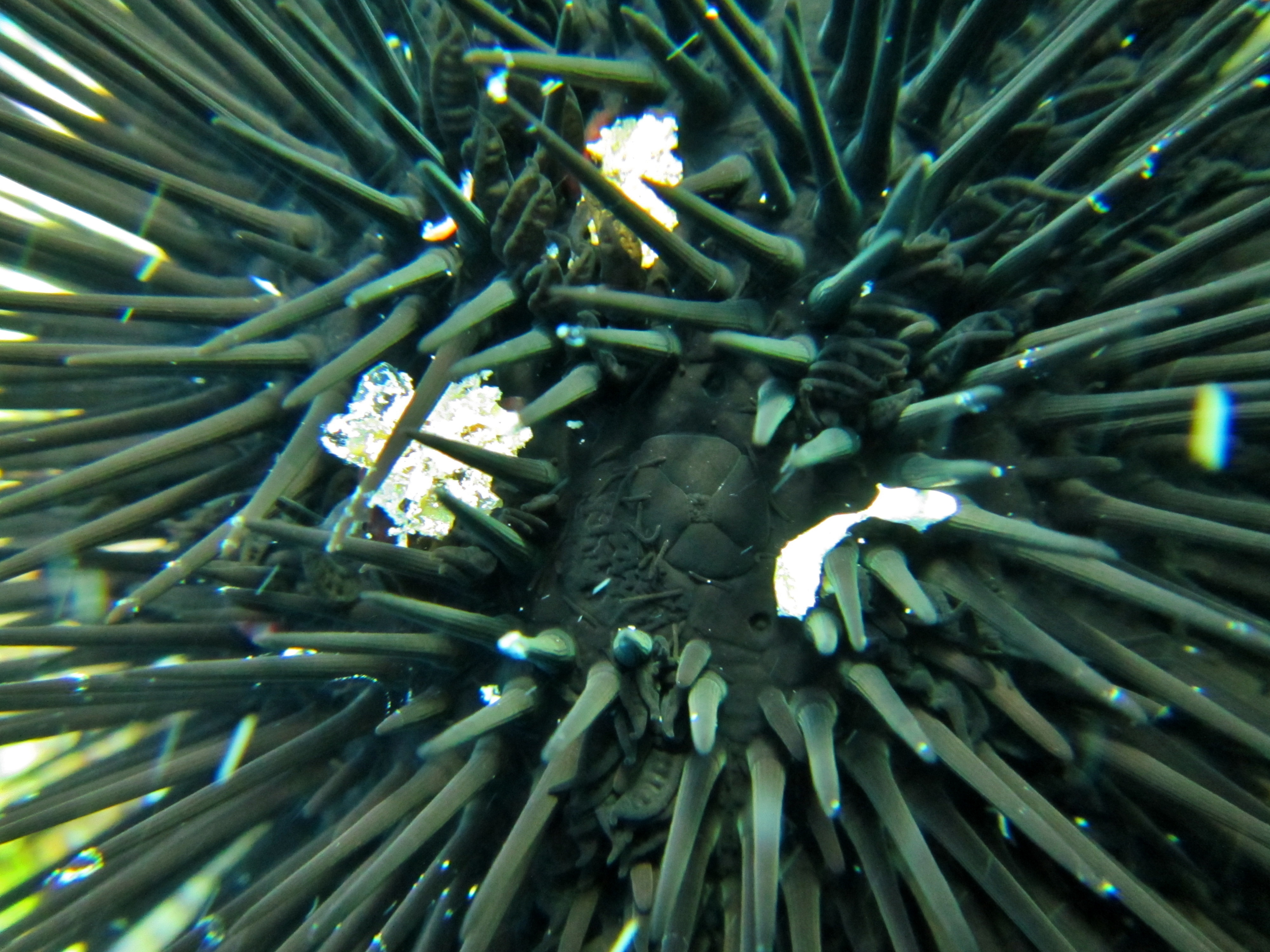
Appareil apical d'un Arbacia lixula. On distingue les quatre plaques suranales, trois des cinq gonopores et le madréporite (plaque en bas à gauche).

Oursins réguliers arrondis, de taille moyenne souvent aplatis dorsalement et aux piquants robustes, ils sont notamment caractérisés par les quatre plaques terminales qui entourent l'anus sur la face aborale. 
- Le test (coquille) est plat sur la face orale et forme un dôme arrondi sur la face aborale (les juvéniles peuvent être tout à fait plats).
- Le disque apical est réduit et dicyclique, formé de plaques fermement soudées à la couronne. Le périprocte est oblique et recouvert par 4 grandes plaques formant une valve anale, dépourvue de radioles.
- Les plaques interambulacraires sont larges, et portent de 2 à 5 tubercules primaires alignés horizontalement. Les interambulacres peuvent être presque nus adapicalement chez les juvéniles voire les adultes pour certaines espèces.
- Les tubercules primaires sont de type non perforé et non crénulé, avec un mamelon relativement large et une plateforme peu distincte.
- Le péristome est très large (plus de la moitié du diamètre du test), subpentagonal et crénulé. Le péristome est nu, dépourvu de radioles mais protégé par dix plaques buccales[3].

Le genre Tetrapygus (et donc l'espèce Tetrapygus niger) est désormais considéré comme un synonyme d'Arbacia. 

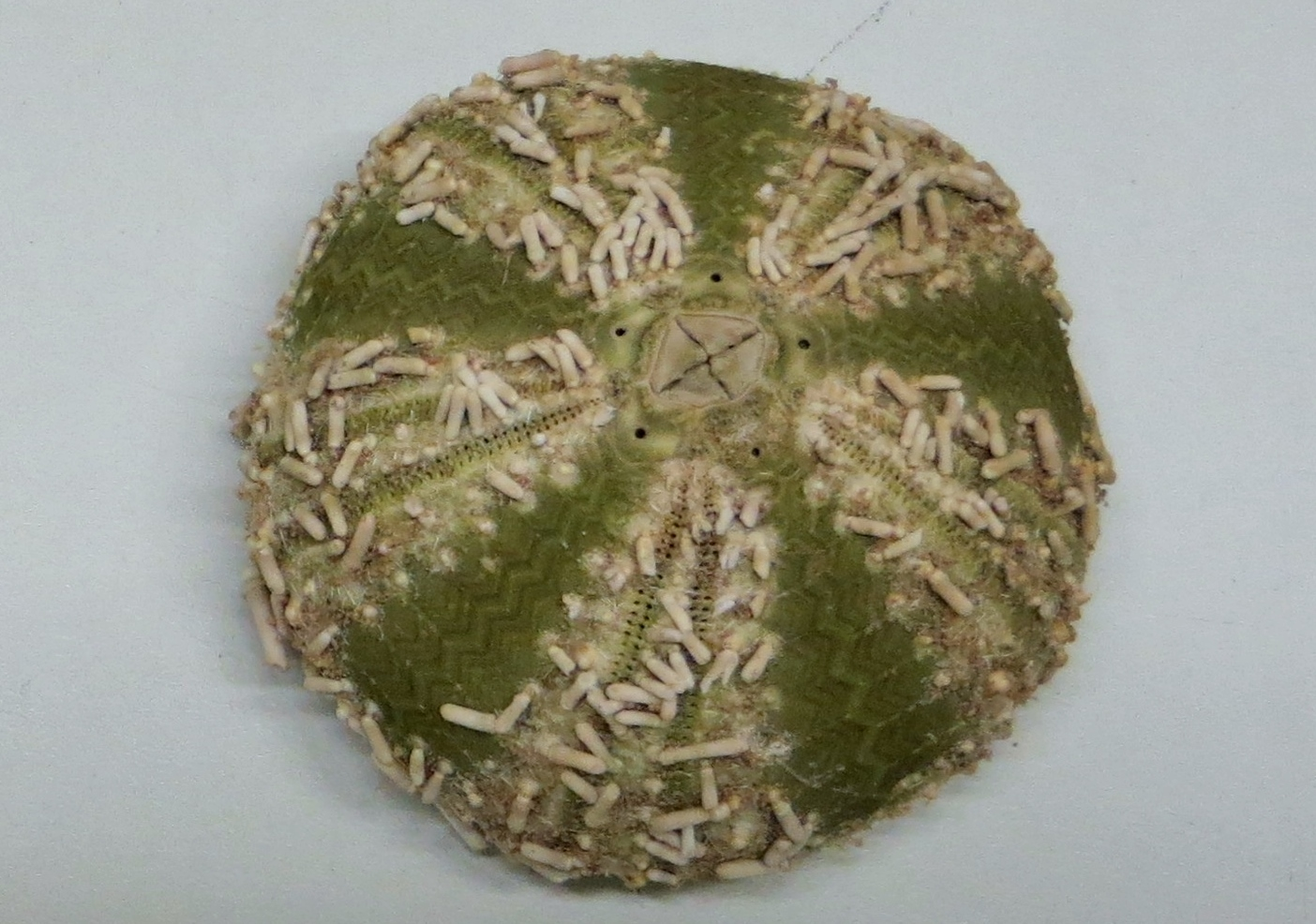
Test séché d'un Arbacia dufresnii : on voit bien les 4 valves anales.
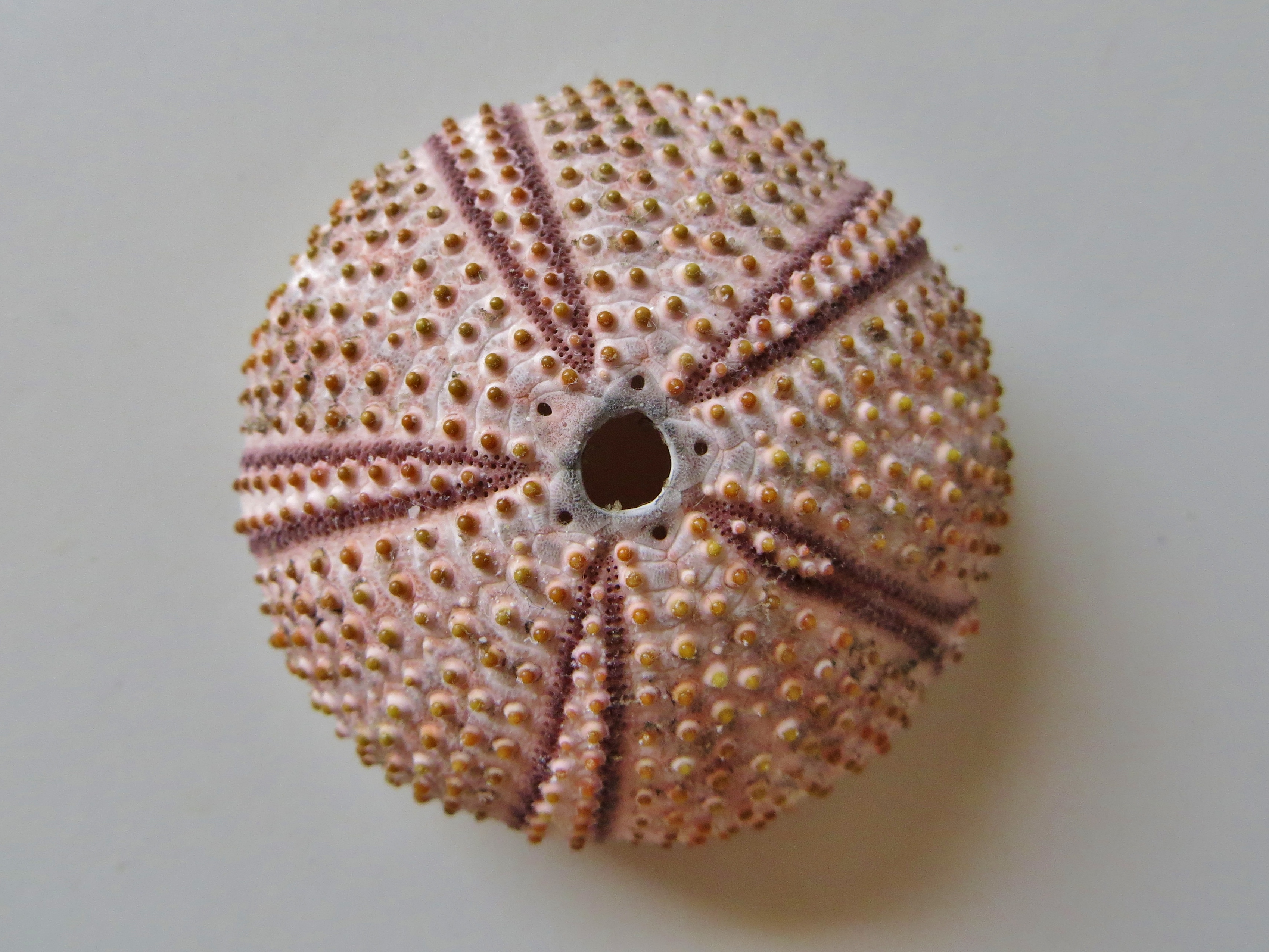
Test d'un Arbacia lixula.
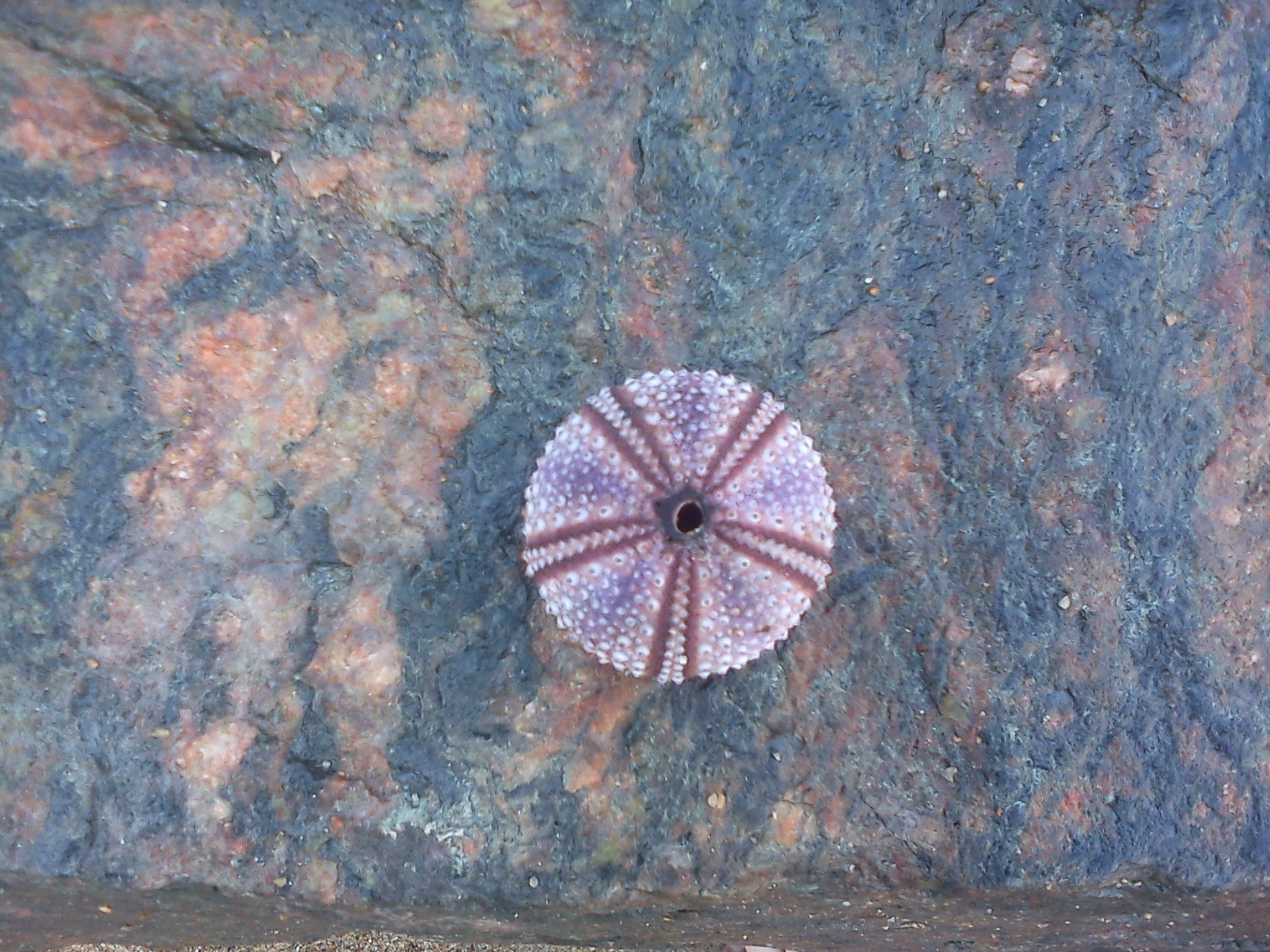
Arbacia nigra
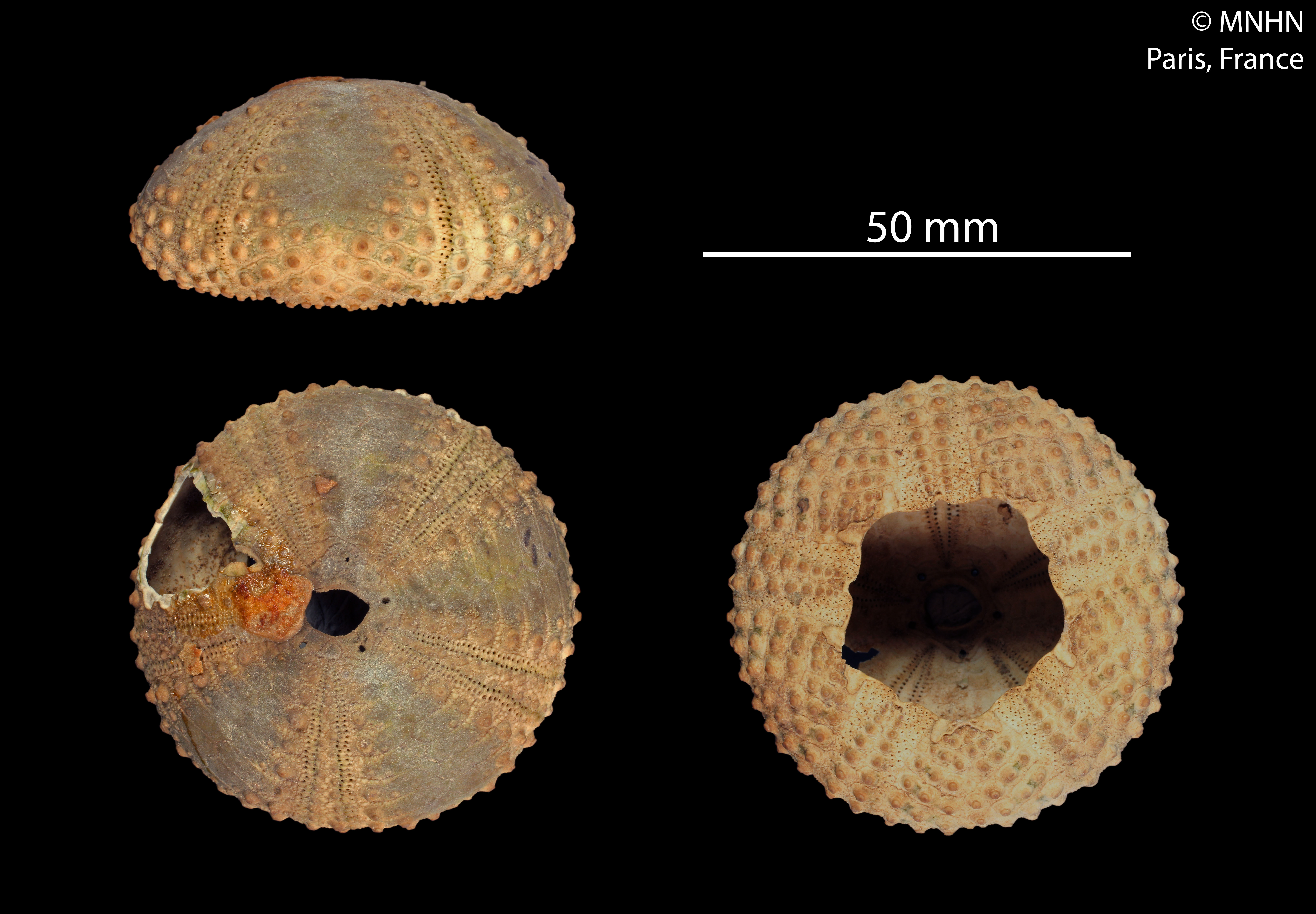
Arbacia punctulata
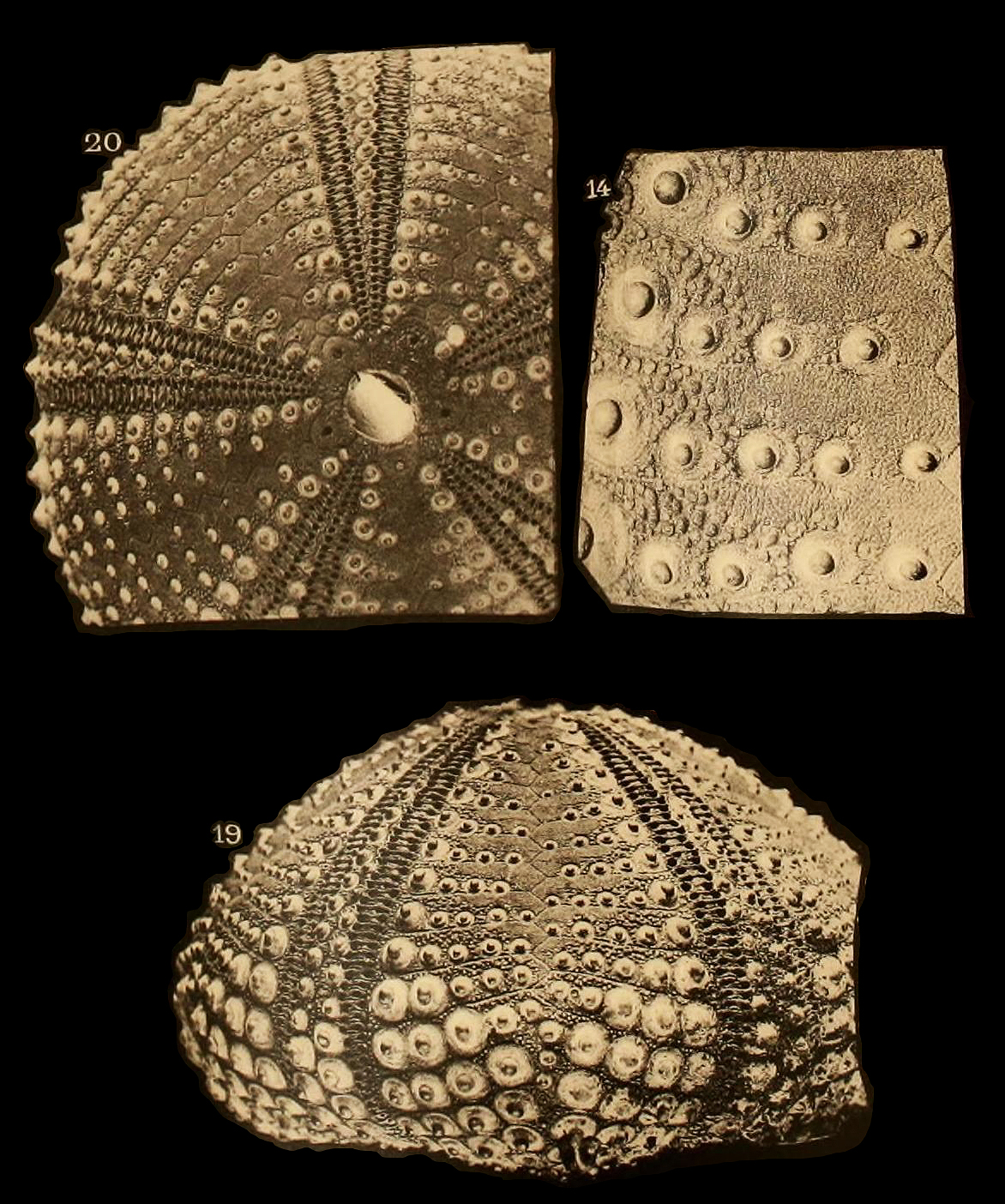
Arbacia spatuligera
Arbacia stellata
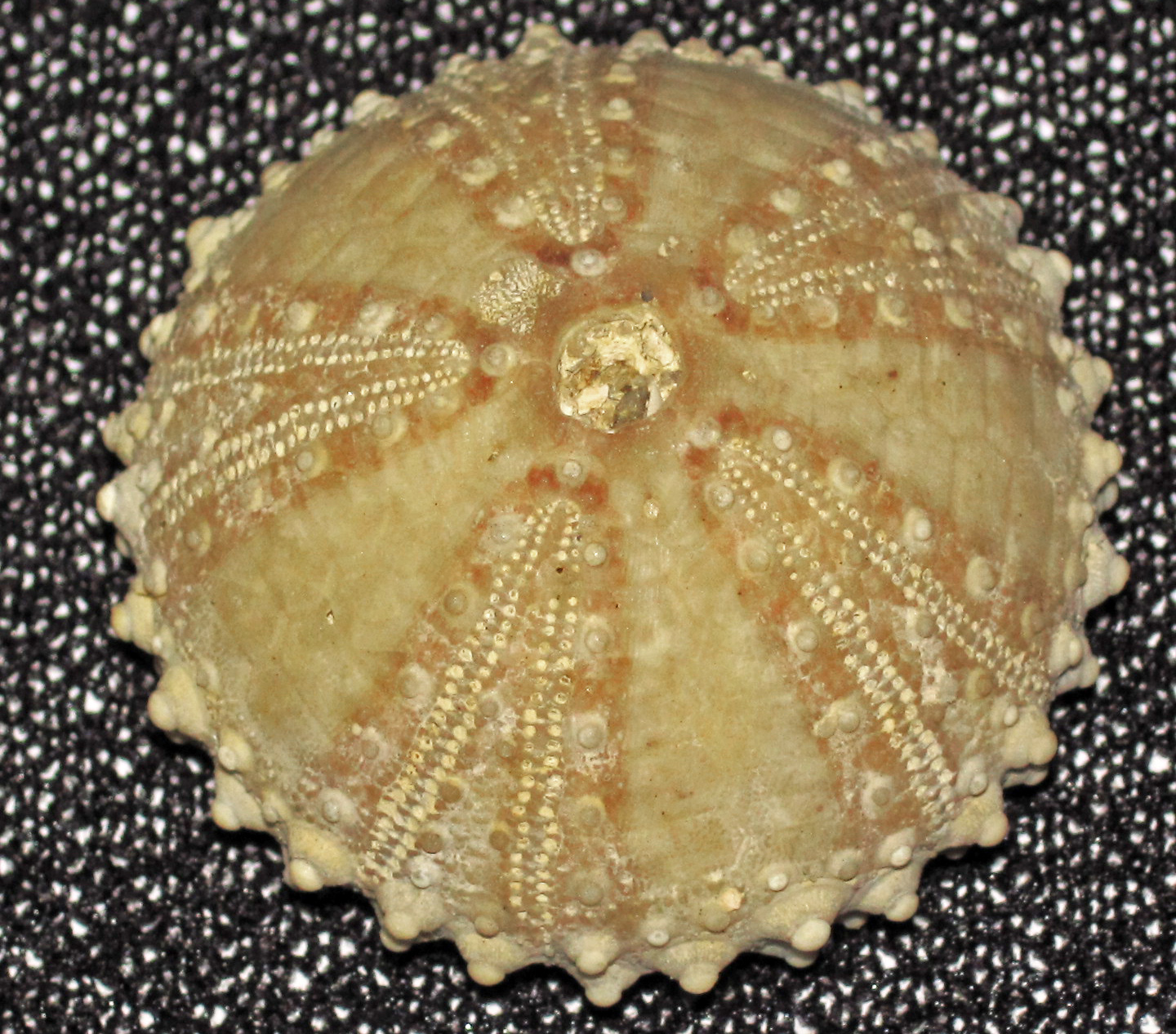
Arbacia waccamaw (fossile)

## Liste des espèces
Selon World Register of Marine Species (27 septembre 2014) :

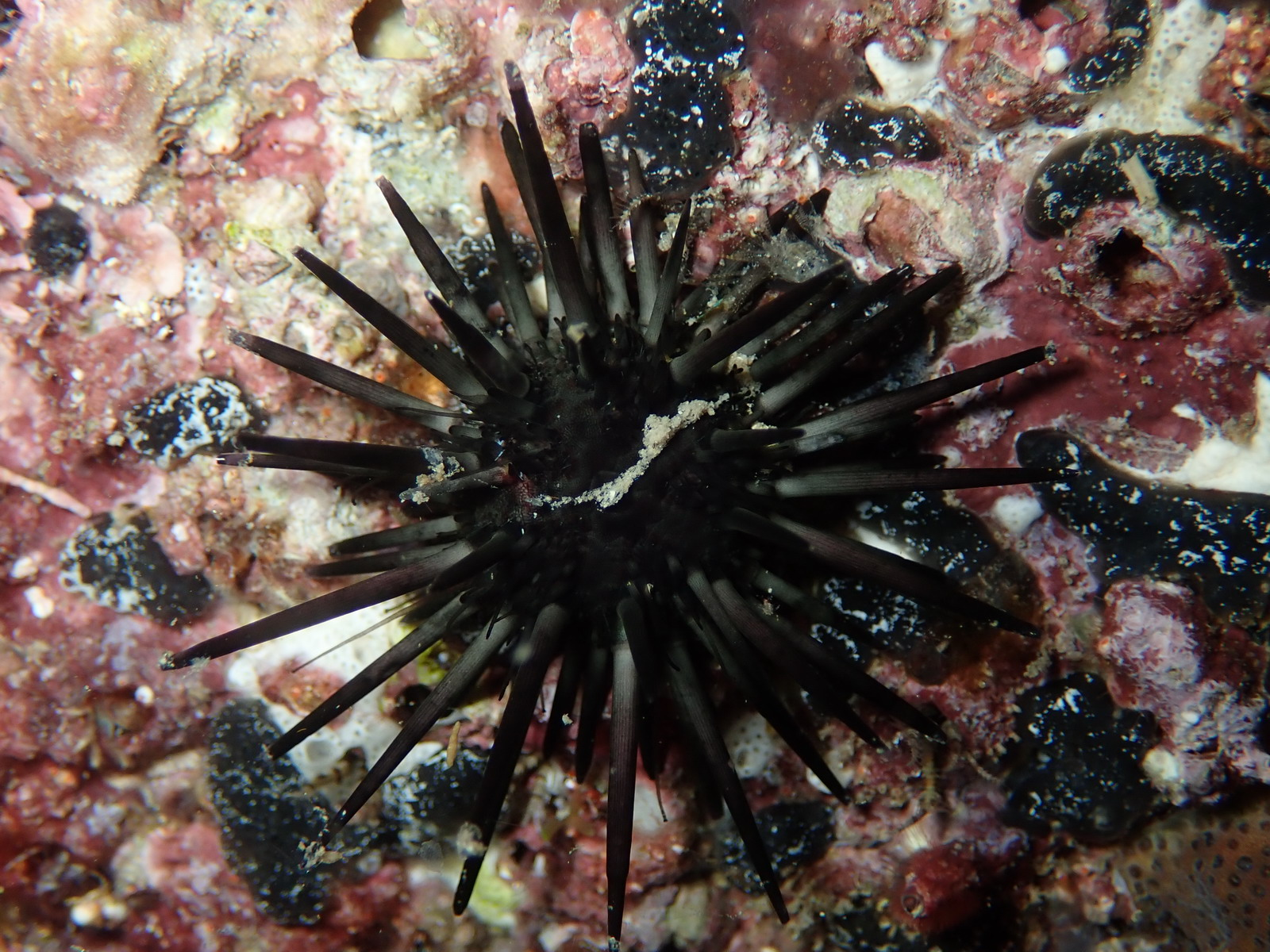
Arbacia stellata juvénile.

- Arbacia dufresnii (Blainville, 1825) (Patagonie et Antarctique)
- Arbacia lixula (Linnaeus, 1758) (Méditerranée)
- Arbacia nigra (Molina, 1782) (Pérou et Chili)
- Arbacia punctulata (Lamarck, 1816) (Caraïbes)
- Arbacia spatuligera (Valenciennes, 1846) (Pérou et Chili)
- Arbacia stellata (Blainville, 1825; ?Gmelin, 1788) (Pacifique est)
- Arbacia abiquaensis Linder, Durham & Orr, 1988 † (Oligocène de l'Oregon)
- Arbacia crenulata Kier, 1963 † (Miocène, côte est des USA)
- Arbacia rivuli Cooke, 1941a † (Pliocène, côte est des USA)
- Arbacia waccamaw Cooke, 1941a † (Pliocène, côte est des USA)

Certaines autres sources ajoutent d'autres espèces fossiles, comme Arbacia abiquaensis, Arbacia improcera ou encore Arbacia sloani.

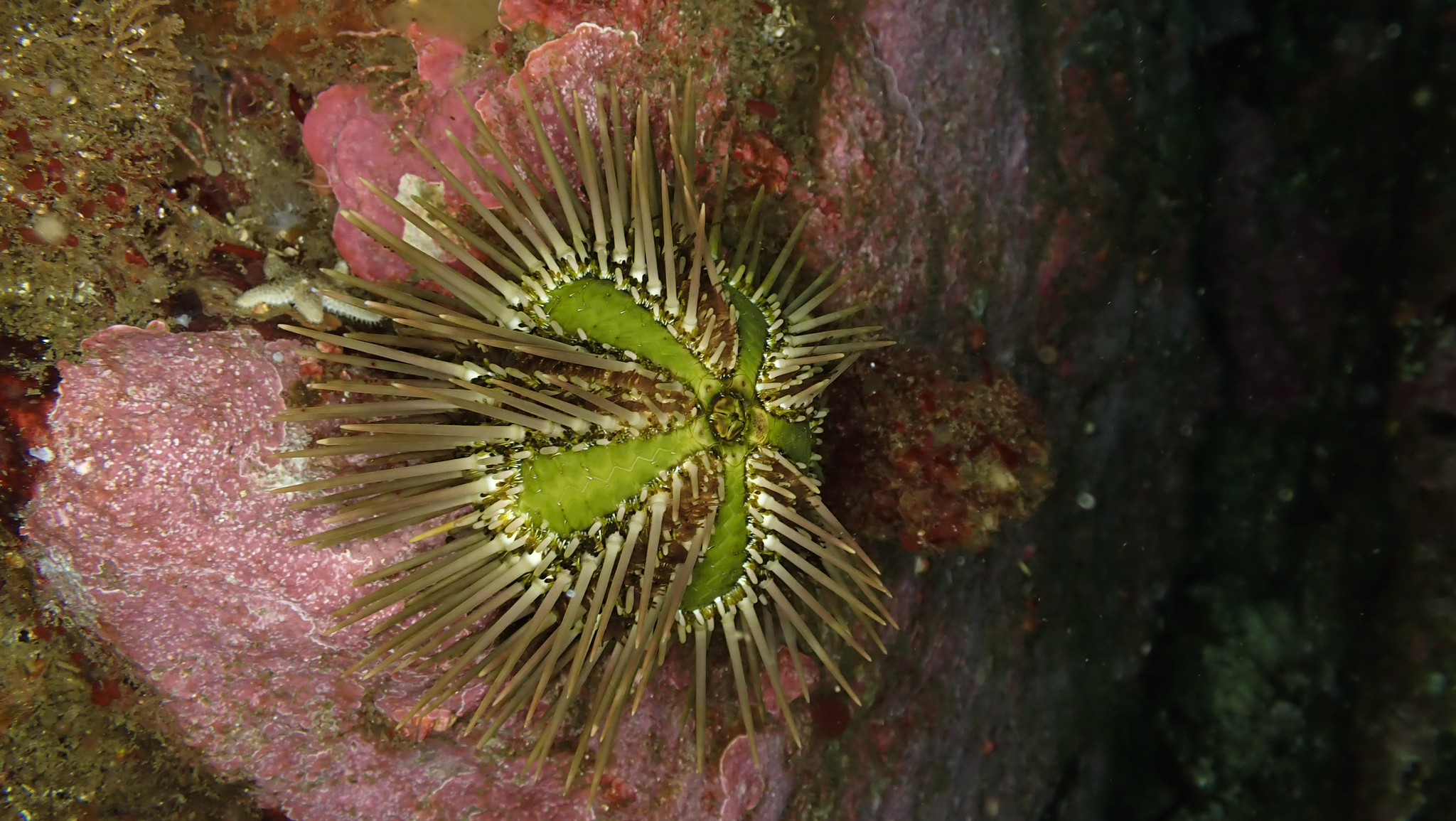
Arbacia dufresnii
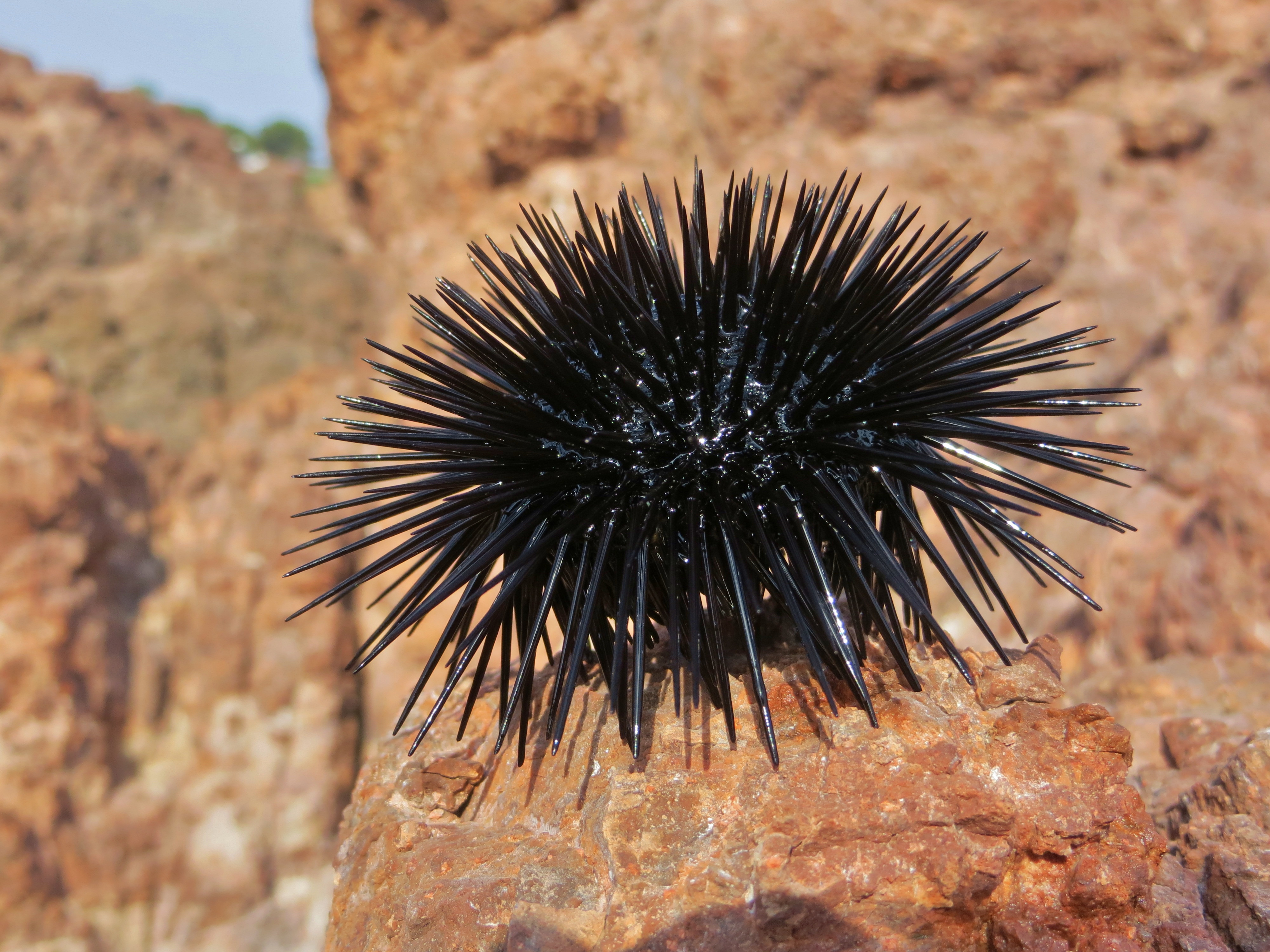
Arbacia lixula
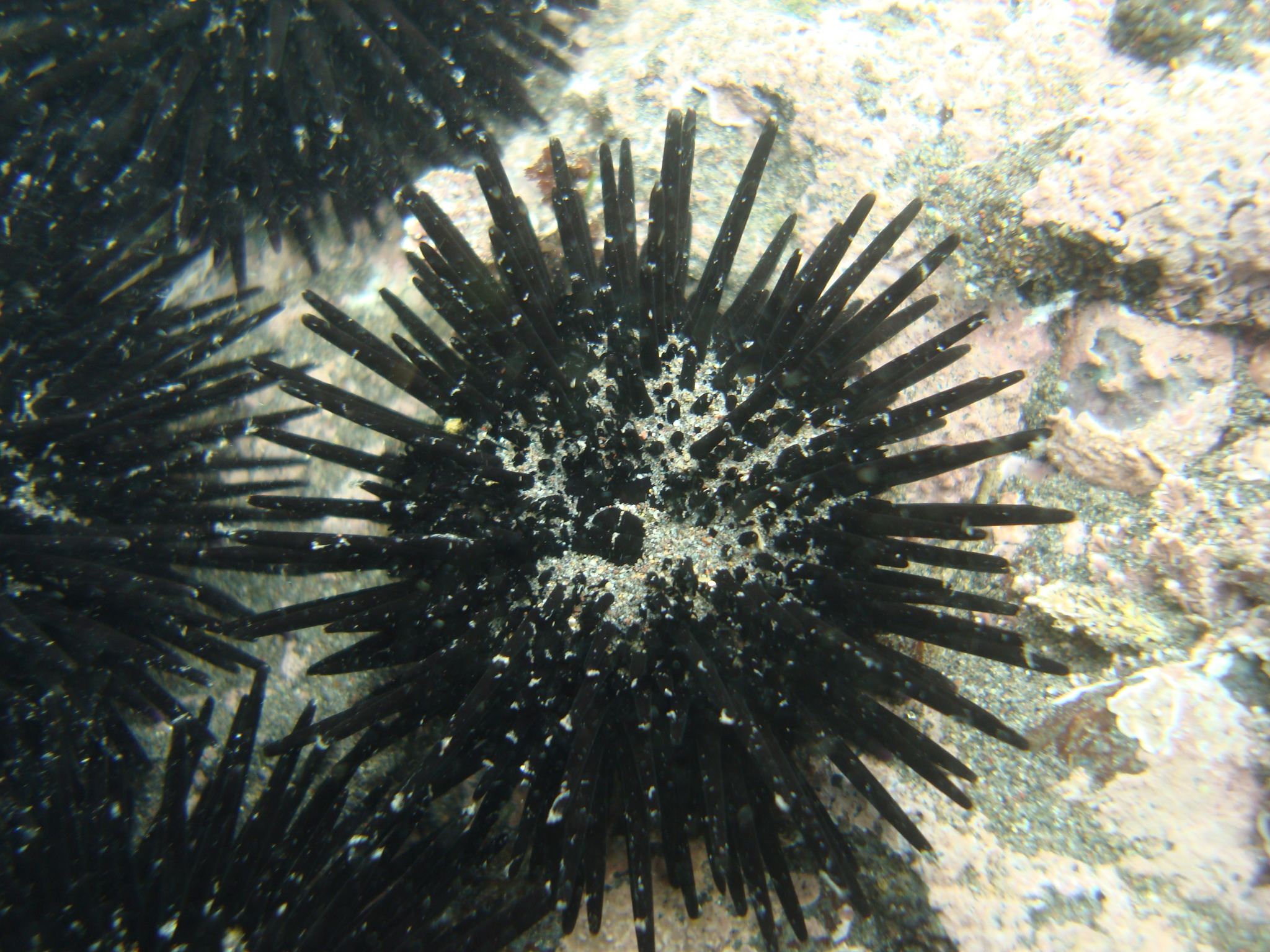
Arbacia nigra
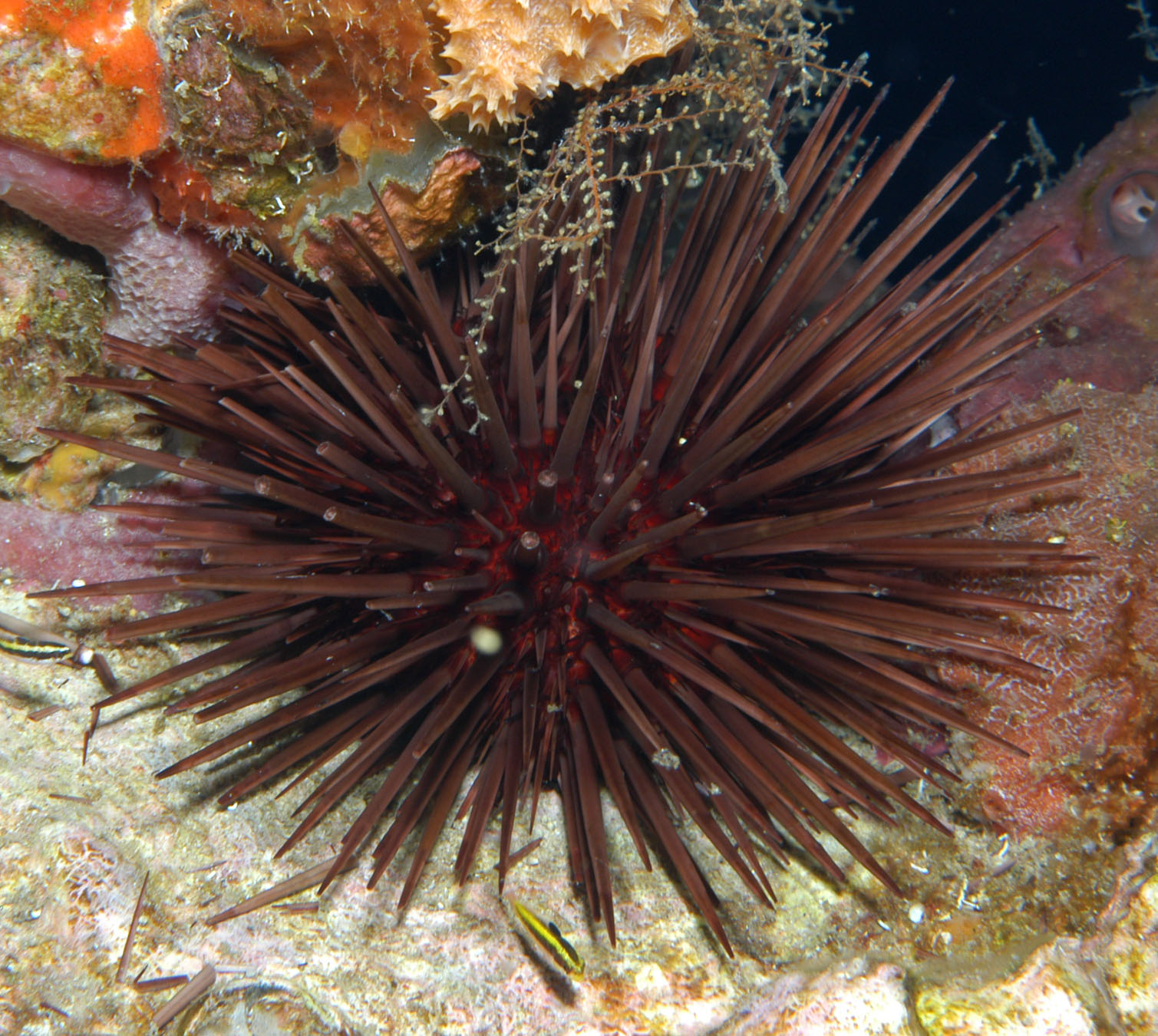
Arbacia punctulata
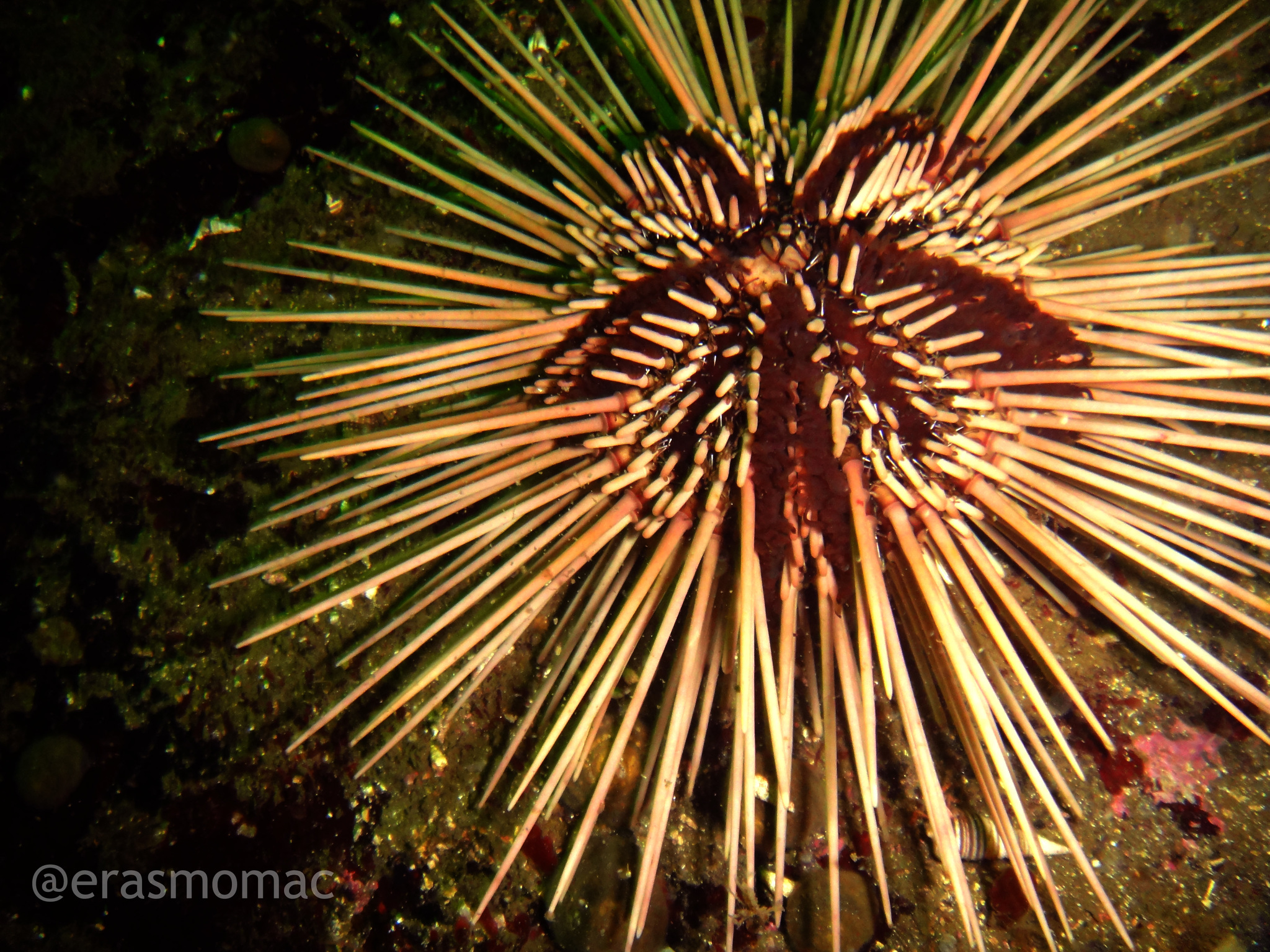
Arbacia spatuligera
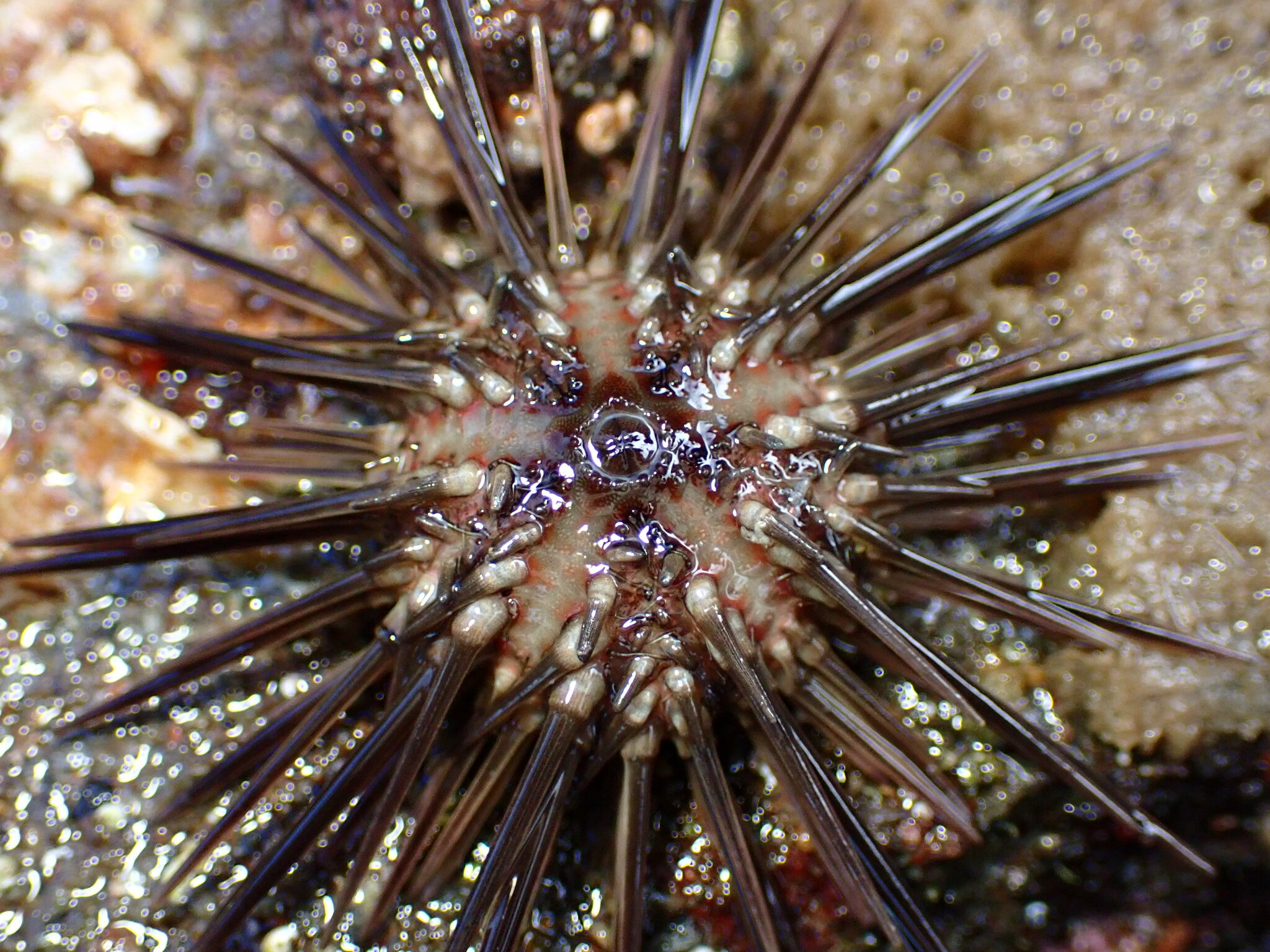
Arbacia stellata

## Distribution stratigraphique
Le genre Arbacia est connu depuis le Jurassique mais prend son essor au cours du Néogène. Cinq espèces d'Arbacia sont actuellement connues, comme Arbacia lixula, l'oursin noir de Méditerranée.

## Écologie
Ce genre est présent sur les côtes pacifiques et atlantiques de l'Amérique, ainsi que sur les côtes ouest-africaines et méditerranéennes.
La plupart des espèces d'Arbacia vivent en zone côtière mais quelques autres comme Arbacia punctulata et Arbacia dufresnii peuvent habiter en milieu marin ouvert.